# Ramiro Blanco (piloto)
Ramiro Blanco (Guadalajara, diciembre de 1933) es un expiloto de motociclismo español que destacó en competicions nacionales durante la década de los 1960, en el que llegó a ganar de Campeonatos de España de velocidad con Bultaco (en 1963 en 125 cc y en 1966 en 250).

## Biografía
Aunque nacido en Guadalajara, la familia de Blanco se trasladó a Torrellano. Sus inicios en el mundo del motociclismo fueron en calidad de mecánico, pero sus aptitudes no pasaron desapercibidas en la escudería local Setter y de mentor Eduardo García y en 1959 comenzó a correr en moto. En esos años, consigue vencer el V Trofeo Ayuntamiento de Elda y la carrera del Ayuntamiento de Cartagena. También obtiene la victoria en los siguientes años en el Trofeo Corpus, en la Gran Prueba de Burriana y en los grandes premios de Teruel, Soria y La Coruña.
En 1963, fichó con Bultaco, escudería con la que consiguió los dos títulos nacionales y participó en diversos Grandes Premios de España aunque con poca fortuna.
Una vez retirado de las carreras montó un equipo de competición, y más tarde, hacia 1991, inauguró un circuito particular de minimotos en El Bacarot (frente al campo de golf  El Plantío ). Llamado  Circuito Ramiro Blanco  y dirigido por el expiloto en persona, el circuito ofrece todo tipo de cursos y organiza competiciones infantiles, contribuyendo a la investigación y formación de nuevos valores. Por allí han pasado de pequeños futuras estrellas de este deporte como Héctor Faubel, Héctor Barberá, Dani Pedrosa o Nico Terol, por lo que se le ha calificado a veces como "cuna de campeones".
En 2009, con el apoyo de la Federación Valenciana de Motociclismo, Blanco organizó un programa de integración para niños con necesidades educativas especiales de San Vicente del Raspeig, con el objetivo de facilitarles el aprendizaje de la conducción básica de minimotos y el conocimiento de las normas de circulación y seguridad vial. En 2016, el Ayuntamiento de Alicante ordena el cierre de circuito de El Bacarot.
Es hermano del también piloto de motociclismo Rafael Blanco.

## Palmarés en el Campeonato de España
- 2 Campeonatos de España de velocidad:
  - 125cc pilotos: 1963 (Bultaco)
  - 250cc: 1966 (Bultaco)

## Resultados en el Campeonato del Mundo
Sistema de puntuación desde 1950 hasta 1968:
| Posición | 1.º | 2.º | 3.º | 4.º | 5.º | 6.º |
| Puntos   | 8   | 6   | 4   | 3   | 2   | 1   |

### Carreras por año
(Carreras en cursiva indica vuelta rápida)
| Año  | Cat.  | Moto    | 1       | 2      | 3     | 4     | 5      | 6     | 7     | 8     | 9     | 10    | 11    | 12    | 13    | Pts. | Pos. |
| ---- | ----- | ------- | ------- | ------ | ----- | ----- | ------ | ----- | ----- | ----- | ----- | ----- | ----- | ----- | ----- | ---- | ---- |
| 1963 | 50cc  | Derbi   | ESP Ret | GER -  | FRA - | IDM - | NED -  | BEL - |       |       | FIN - |       | ARG - | JPN - |       | 0    | -    |
| 1963 | 125cc | Bultaco | ESP 12  | GER -  | FRA - | IDM - | NED 11 | BEL - | ULS - | RDA - | FIN - | NAT - | ARG - | JPN - |       | 0    | -    |
| 1964 | 125cc | Derbi   | USA -   | ESP 10 | FRA - | IOM - | NED -  | BEL - | GER - | RDA - | ULS - | FIN - | NAT - | JPN - |       | 0    | -    |
| 1966 | 125cc | Bultaco | ESP Ret | GER -  |       | NED - |        | RDA - | CZE - | FIN - | ULS - | IDM - | NAT - | JPN - |       | 0    | -    |
| 1966 | 250cc | Bultaco | ESP 7   | GER -  | FRA - | NED - | BEL -  | RDA - | CZE - | FIN - | ULS - | IDM - | NAT - | JPN - |       | 0    | -    |
| 1967 | 125cc | Bultaco | ESP Ret | GER -  | FRA - | IDM - | NED -  |       | RDA - | CZE - | FIN - | ULS - | NAT - | CAN - | JPN - | 0    | -    |
| 1967 | 250cc | Bultaco | ESP Ret | GER -  | FRA - | IDM - | NED -  |       | RDA - | CZE - | FIN - | ULS - | NAT - | CAN - | JPN - | 0    | -    |